# Dictyna meditata
Dictyna meditata là một loài nhện trong họ Dictynidae.
Loài này thuộc chi Dictyna. Dictyna meditata được Willis J. Gertsch miêu tả năm 1936.